# Mariana Pérez Roldán
Dit is een Spaanse naam; Pérez is de vadernaam en Roldán is de moedernaam.
Mariana Pérez Roldán (Tandil, 7 november 1967) is een tennisspeelster uit Argentinië.
In 1985 won Pérez Roldán het meisjesdubbelspeltoernooi van Roland Garros samen met landgenote Patricia Tarabini. Op het meisjestoernooi van het US Open in 1985 stonden zij in de finale. Aan het eind van dat jaar werd zij door de ITF uitgeroepen tot wereldkampioen in het meisjesdubbelspel, ex aequo met Tarabini.
In 1986 speelde Pérez Roldán haar eerste grandslamtoernooi op Roland Garros.